# Maha Niwa
Maha Niwa is een bestuurslaag in het regentschap Oost-Soemba van de provincie Oost-Nusa Tenggara, Indonesië. Maha Niwa telt 642 inwoners (volkstelling 2010).